# Kägelkaktussläktet
Kägelkaktussläktet (Echinocereus) är ett suckulent växtsläkte inom familjen kaktusar. 

## Beskrivning
Kägelkaktussläktet innehåller cirka 50–65 arter pelarformade kaktusar, men det råder delade meningar om släktets systematik och exakt artantal. Kanske är det bara hälften som kan accepteras som goda arter. De flesta är mycket uppskattade för sina färggranna blommor. Blommorna kan bli upp emot 12 centimeter långa. 
Echino kommer från grekiskan och betyder taggig eller igelkott, Cereus kommer från latin och betyder vaxljus och åsyftar till dess pelaraktiga växtsätt.

## Förekomst
Kägelkaktussläktet kommer ursprungligen från västra USA, ner till södra Mexiko.
Odlad i kruka är de väldigt lätthanterliga i växtsättet och blir sällan mer än 40 centimeter höga.
Vissa arter såsom E. arizonicus, E. coccineus, E. triglochidiatus, E. reichenbachii, E. fendleri och E. viridiflorus är vinterhärdiga och kan odlas på friland åtminstone i södra Sverige. De kräver då mycket god dränering. Säkrast är att övervintra dem under tak. Ej vinterhärdiga arter bör övervintras svalt men frostfritt samt torrt. 

## Taxonomi
Synonymer:
- Wilcoxia Britt.&Rose 1909
- Morangaya G.D.Rowley 1974

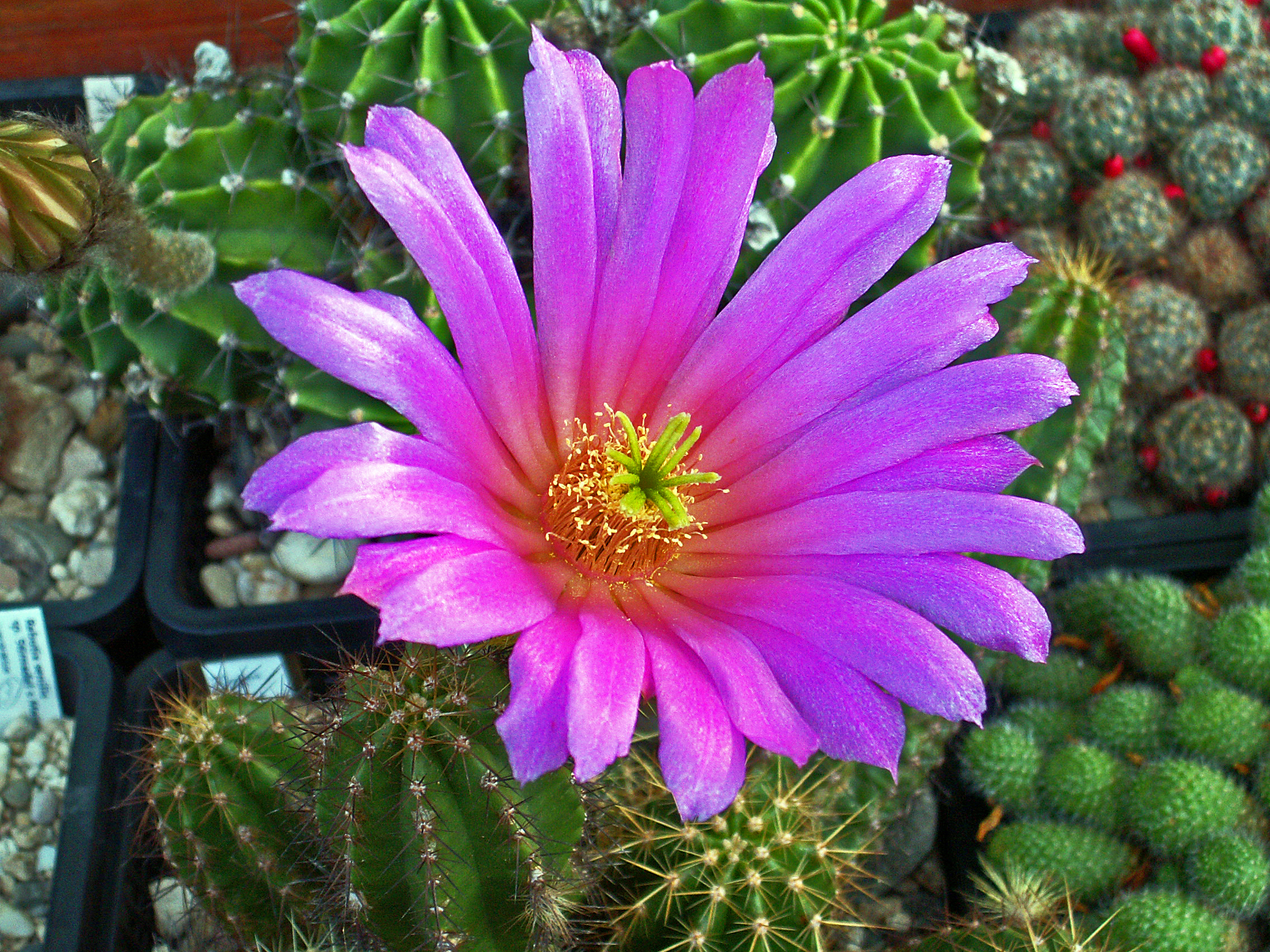
Echinocereus viereckii
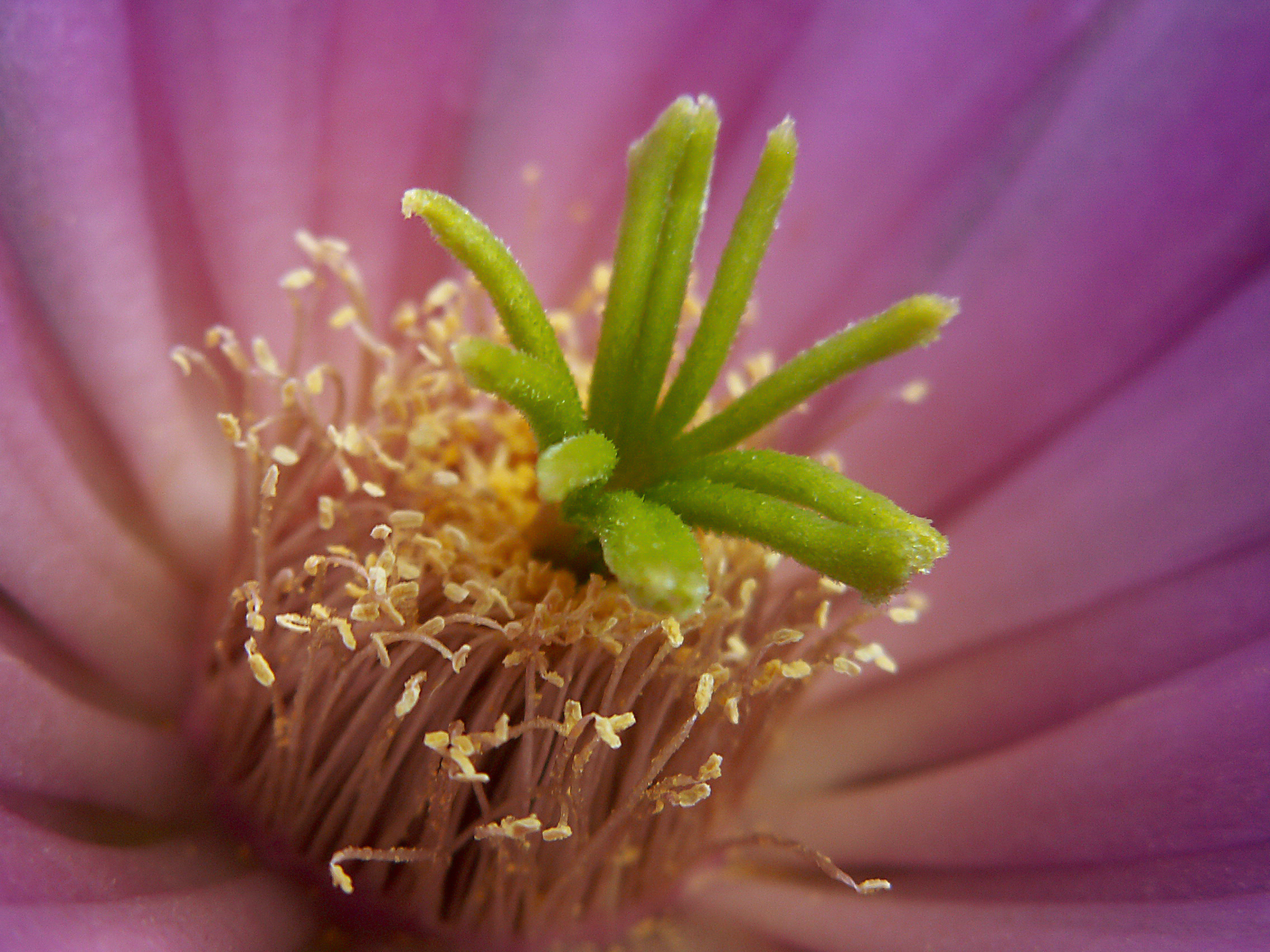
Echinocereus viereckii
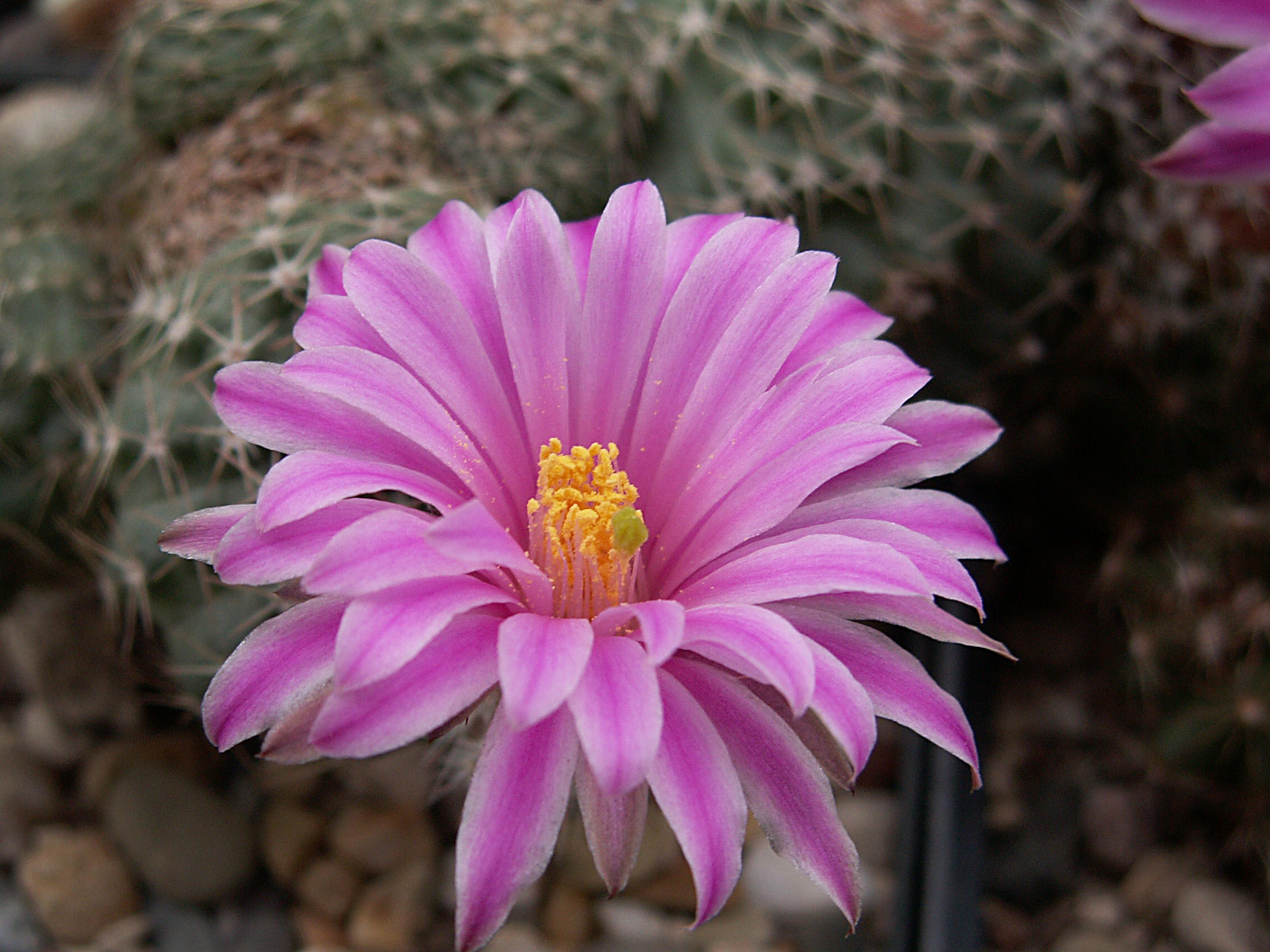
Echinocereus amoenus
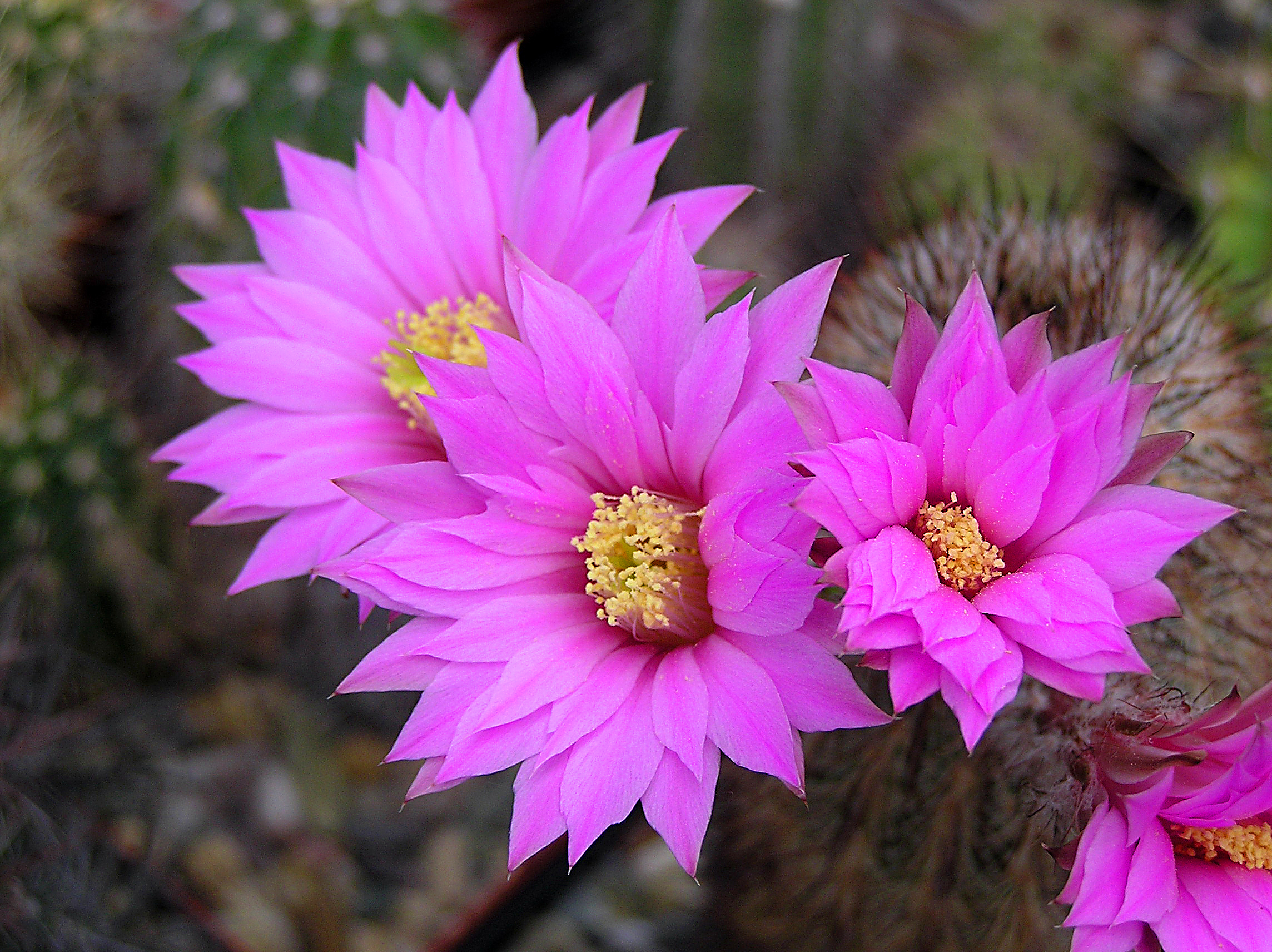
Echinecereus lauii
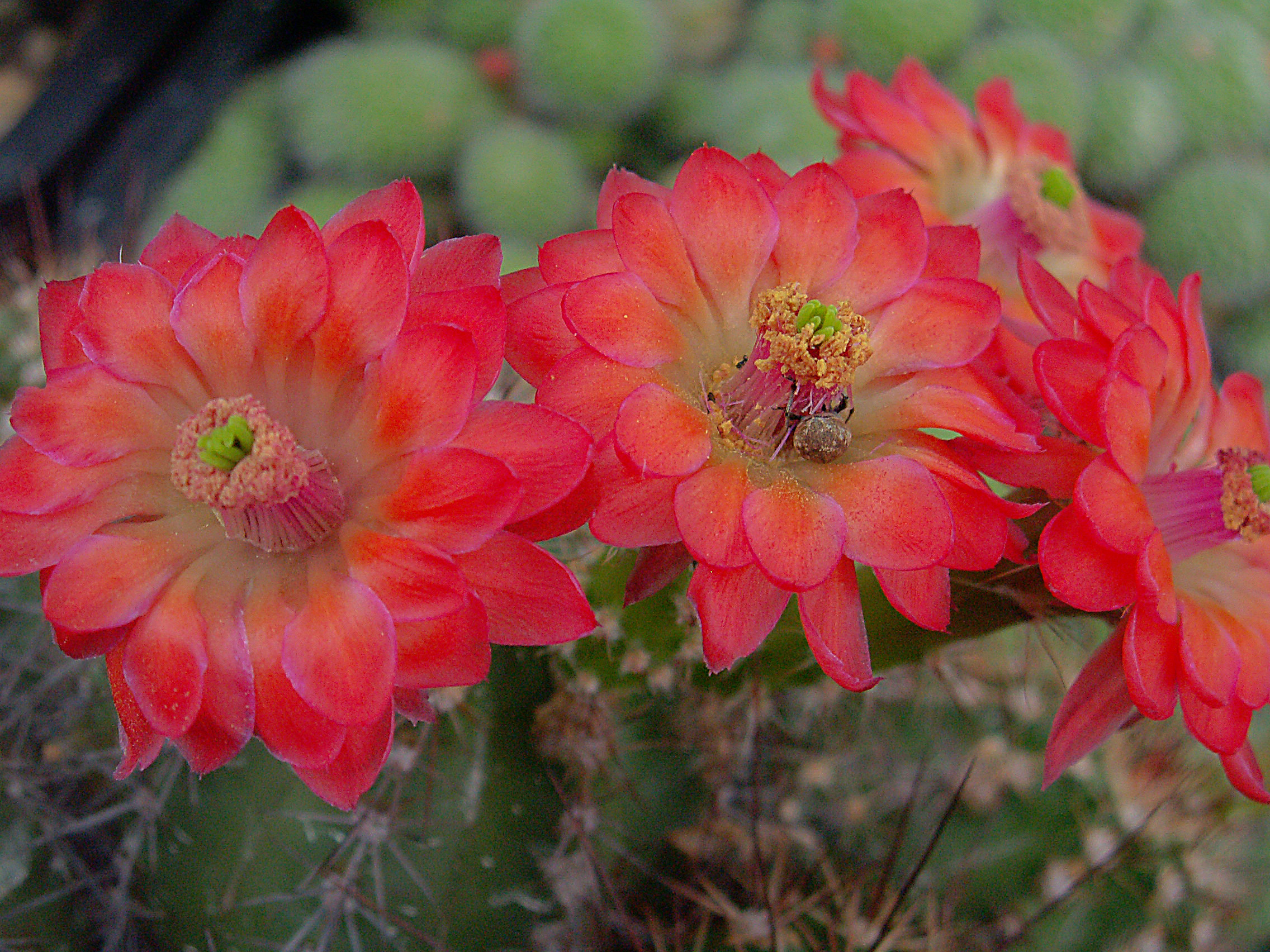
Rosa kägelkaktus (E. fendleri)
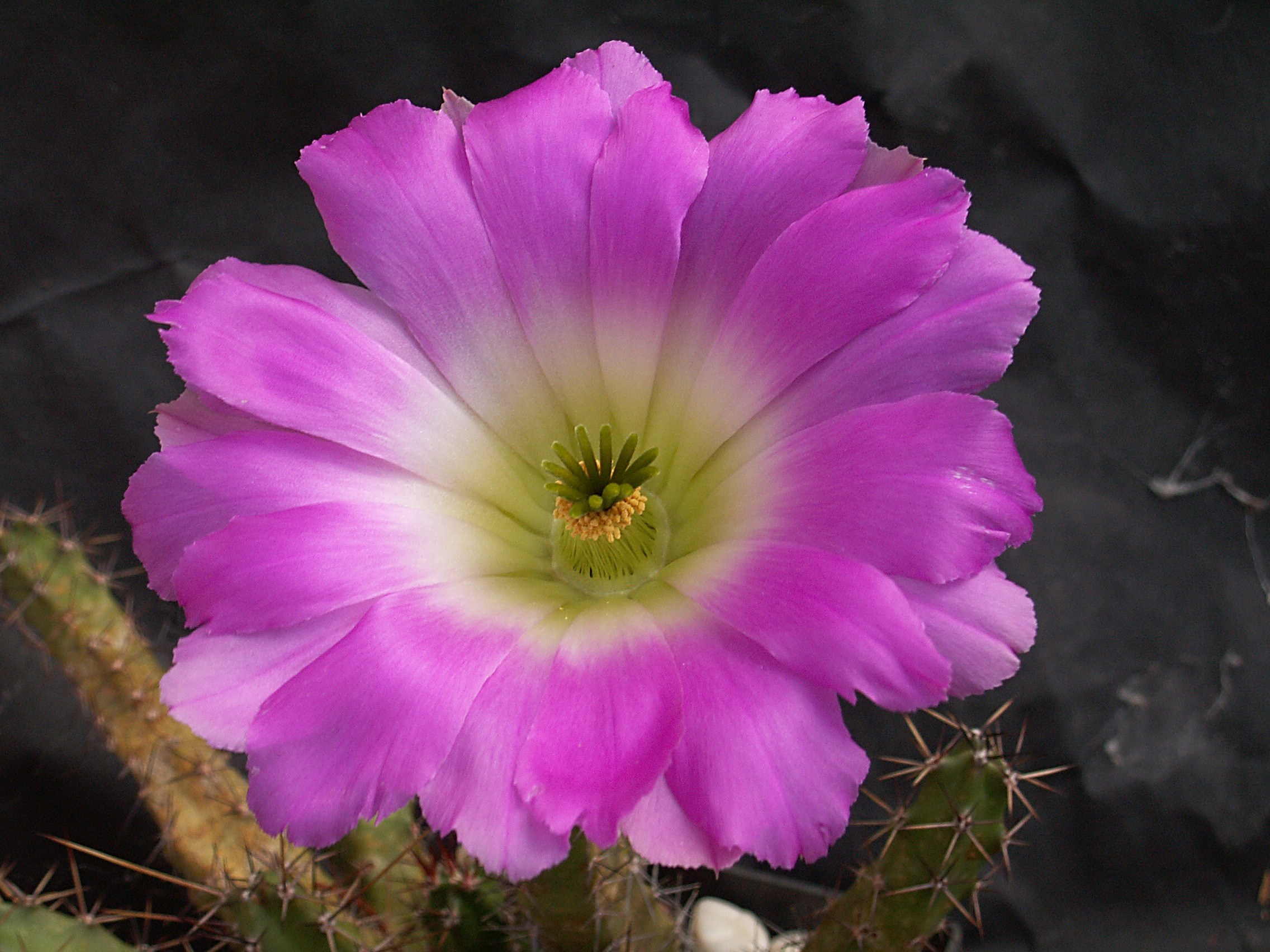
Praktkägelkaktus (E. pentalophus ssp. procumbens)